# Houston Dynamos
Houston Dynamos is een voormalige Amerikaanse voetbalclub uit Houston, Texas. De club werd opgericht in 1983 en opgeheven in 1991. In het laatste seizoen werd de naam veranderd naar Houston International.

## Gewonnen prijzen
- United Soccer League
  - Runner up (1): 1984
- Lone Star Soccer Alliance
  - Runner up (2): 1987, 1988